# Oscar Gálvez
Oscar Alfredo Gálvez (Buenos Aires, 17 de agosto de 1913 – San Isidro, 16 de dezembro de 1989) foi um automobilista argentino que participou do Grande Prêmio da Argentina de Fórmula 1 em 1953. Nesta prova, ele chegou em quinto lugar, marcando 2 pontos.

## Campeonatos - Turismo
| No. | Ano  | Carro         |
| --- | ---- | ------------- |
| 1   | 1947 | Ford V8 Coupe |
| 2   | 1948 | Ford V8 Coupe |
| 3   | 1953 | Ford V8 Coupe |
| 4   | 1954 | Ford V8 Coupe |
| 5   | 1961 | Ford V8 Coupe |

## Vitórias - Turismo
| No.        | Data                                  | Nome                                 | Local                                |
| ---------- | ------------------------------------- | ------------------------------------ | ------------------------------------ |
| 01         | 19-20 / outubro / 1939                | Grande Prêmio da Argentina de 1939   | Buenos Aires-Concordia               |
| 02         | 29 de outubro a 5 de novembro de 1939 | Grande Prêmio Extraordinário de 1939 | Cordoba-La Plata                     |
| 03         | 22-30 / novembro / 1947               | 1947 International GP                | Don Torcuato-Chile-Luján             |
| 04         | 11 de abril de 1948                   | Prêmio Mar y Sierras 1948            | Mar del Plata-Balcarce-Mar del Plata |
| 05         | 02-11 / dezembro / 1948               | 1948 GP da América do Sul - 2ª SEÇÃO | Lima, Peru-Buenos Aires, Argentina   |
| 06         | 16 de janeiro de 1949                 | 1000 milhas argentinas 1948          | Avellaneda-Bernal                    |
| 07         | 18 a 19 de março de 1950              | Retorno de Entre Ríos 1950           | Paraná-Paraná                        |
| 08         | 07-08 / abril / 1951                  | Retorno de Entre Ríos 1951           | Paraná-Paraná                        |
| 09         | 9 de setembro de 1951                 | 1º Prêmio Luján de Cuyo 1951         | Luján de Cuyo, Mendoza               |
| 10         | 24 de maio de 1952                    | Autódromo de Buenos Aires 1952       | Autódromo de Buenos Aires            |
| onze       | 21 de junho de 1952                   | Prêmio Gral. Manuel Belgrano 1952    | Autódromo de Buenos Aires            |
| 12         | 13 de julho de 1952                   | Independence Award 1952              | Autódromo de Buenos Aires            |
| 13         | 13 de setembro de 1952                | Prêmio Eva Perón de 1952             | Autódromo de Buenos Aires            |
| 14         | 18 a 19 de outubro de 1952            | Prêmio de Fidelidade                 | La Plata-Buenos Aires                |
| quinze     | 15 de fevereiro de 1953               | Autódromo "Eva Perón" 1953           | Mar del Plata, Buenos Aires          |
| 16         | 12 de abril de 1953                   | Retorno de Entre Ríos 1953           | Paraná-Concordia-Paraná              |
| 17         | 19 de abril de 1953                   | Prêmio Mar y Sierras 1953            | Mar del Plata-Mar del Plata          |
| 18         | 23 de agosto de 1953                  | Tour de Three Streams 1953           | Three Streams                        |
| 19         | 5 de setembro de 1954                 | IV Tour de Tres Arroyos 1954         | Three Streams                        |
| vinte      | 26 de setembro de 1954                | III 500 Millas Mercedinas 1954       | Three Streams                        |
| vinte e um | 15 a 24 de outubro de 1954            | Grande Prêmio da Argentina de 1954   | Buenos Aires-Buenos Aires            |
| 22         | 23 de janeiro de 1955                 | 1000 km de Buenos Aires 1955         | Autódromo de Buenos Aires            |
| 2,3        | 22 de outubro de 1955                 | Autódromo de Buenos Aires 1955       | Autódromo de Buenos Aires            |
| 24         | 8 de abril de 1956                    | VIII Vuelta de Santa Fe 1956         | Veado Caolho-Veado Caolho            |
| 25         | 29 de abril de 1956                   | Prêmio Mar del Plata 1956            | Circuito "La Perla"                  |
| 26         | 2 de setembro de 1956                 | VI Tour de Tres Arroyos 1956         | Tres Arroyos (Fórmula B)             |
| 27         | 21 de julho de 1957                   | Prêmio Cidade de Casilda             | Casilda, Santa Fe                    |
| 28         | 4 de agosto de 1957                   | Autódromo Gral. San Martín 1957      | Mendoza                              |
| 29         | 6 de outubro de 1957                  | II Tour de Laboulaye 1957            | Laboulaye, Córdoba                   |
| 30         | 20 de julho de 1958                   | Retorno de Villa Carlos Paz 1958     | Villa Carlos Paz, Córdoba            |
| 31         | 24 de agosto de 1958                  | II Retorno de Hughes 1958            | Hughes, Santa Fe                     |
| 32         | 7 de setembro de 1958                 | VIII Volta a Tres Arroyos 1958       | Three Streams                        |
| 33         | 18 de janeiro de 1959                 | I Vuelta Valle de Chubut 1959        | Trelew, Chubut                       |
| 3. 4       | 13 de setembro de 1959                | IX Tour of Three Streams 1959        | Tres Arroyos (Fórmula B)             |
| 35         | 6 de março de 1960                    | Prêmio Vintage 1960                  | Autódromo Gral. San Martín           |
| 36         | 24 de julho de 1960                   | III Tour de Villa Carlos Paz 1960    | Villa Carlos Paz, Córdoba            |
| 37         | 6 de novembro de 1960                 | VII Tour de Tandil 1960              | Tandil, Buenos Aires                 |
| 38         | 01-11 / dezembro / 1960               | Grande Prêmio da Argentina de 1960   | Buenos Aires-Buenos Aires            |
| 39         | 25 de junho de 1961                   | Autodromo de Bahía Blanca 1961       | Bahía Blanca, Buenos Aires           |
| 40         | 1 de outubro de 1961                  | IX 500 Millas Mercedinas 1961        | Mercedes                             |
| 41         | 06-17 / dezembro / 1961               | Grande Prêmio da Argentina de 1961   | Mercedes-La Plata                    |
| 42         | 5 de agosto de 1962                   | Retorno de Rosário 1962              | Rosário (Fórmula B)                  |
| 43         | 16 de setembro de 1962                | I Jumping Lap 1962                   | Salto (Fórmula B)                    |

## Vitórias Grande Prêmio de Monopostos
| Encontro   | Nome                                             | Lugar, colocar              |
| ---------- | ------------------------------------------------ | --------------------------- |
| 20/03/1947 | Grande Prêmio Internacional da Cidade de Rafaela | Rafaela, Santa Fe           |
| 13/07/1947 | Grande Prêmio da Cidade de Bell Ville            | Bell Ville, Córdoba         |
| 17/08/1947 | Grande Prêmio da Cidade de Montevidéu            | Montevidéu, Uruguai         |
| 21/09/1947 | Grande Prêmio da Primavera                       | Mar del Plata, Buenos Aires |
| 06/02/1949 | III Grande Prêmio Eva Duarte de Perón            | Palermo, Buenos Aires       |

## Resultados - Campeonato Mundial

### Fórmula 1
| Ano         | Equipe                    | 1   | 2   | 3   | 4   | 5   | 6   | 7   | 8   | 9   | Pos.   | pontos |
| ----------- | ------------------------- | --- | --- | --- | --- | --- | --- | --- | --- | --- | ------ | ------ |
| 1953        | Officine Alfieri Maserati | ARG | 500 | HOL | BEL | FRA | GBR | GER | SUI | ITA | Dia 15 | 2      |
| Referência: |                           |     |     |     |     |     |     |     |     |     |        |        |